# Margareta Slots
Margareta Slots, född omkring 1600, död omkring 1669, var älskarinna till Gustav II Adolf 1615, med vilken hon fick sonen Gustaf Gustafsson af Vasaborg 1616. Hennes bror var juristen och skribenten Johan Cabiljau.

## Biografi

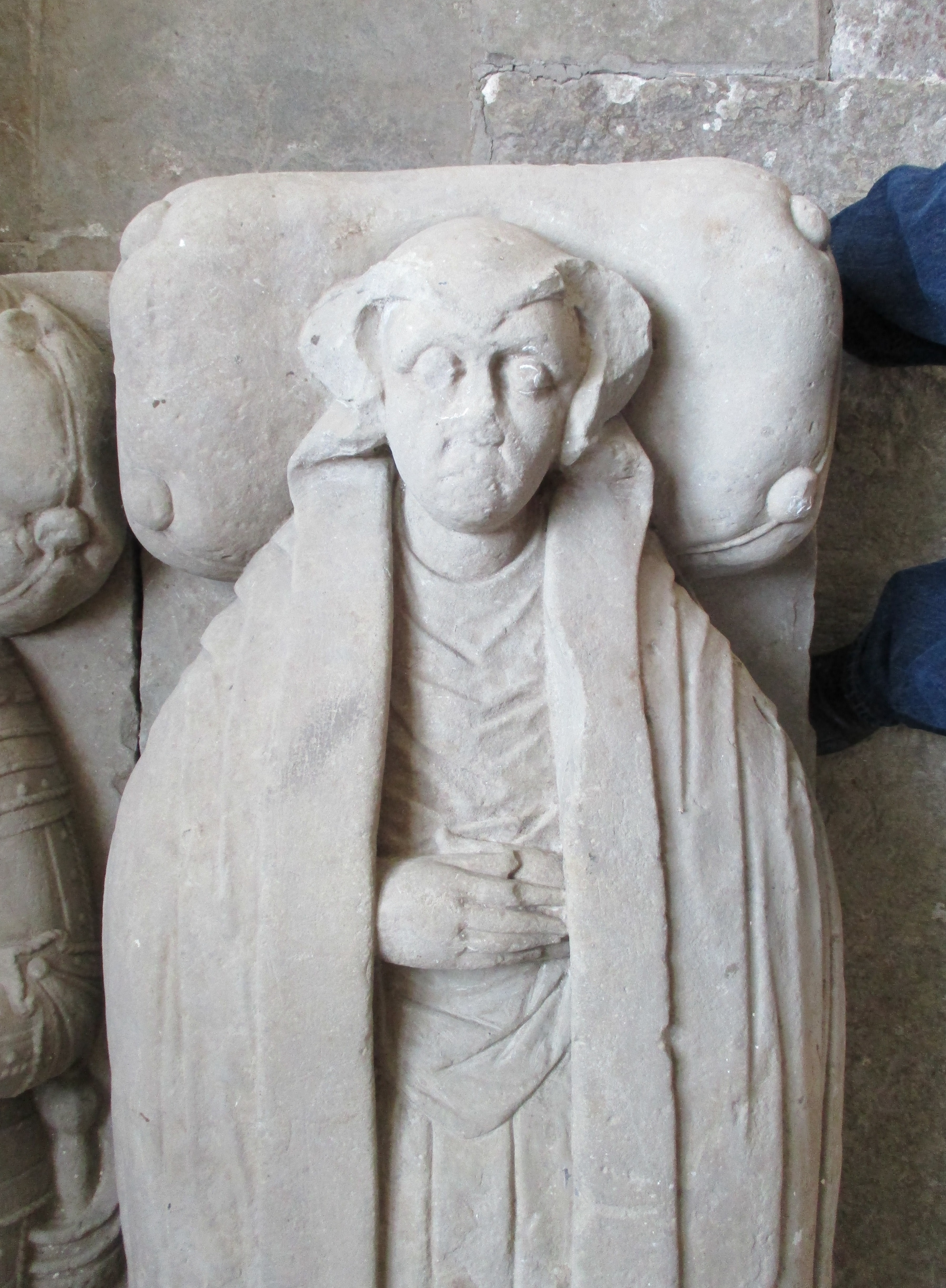
Slots avbildad på gravmonumentet i Vada kyrka.

Margareta Slots verkar ha varit identisk med "Margareta Cabiljau", som var dotter till den nederländske köpmannen Abraham Cabiljau. Slots träffade Gustav Adolf i Pskov 1615, då hon var gift med Andries Sessandes, som snart stupade. År 1616 föddes hennes och Gustav Adolfs son, Gustav Gustavsson af Wasaborg. Sonen erkändes och Slots fick ett underhåll. 
Hon gifte sig med pappersmakaren Arendt Slots och sedan med överfyrverkaren, och petarderare Jacob Trello(w). Den 7 juni 1619 fick hon, eller snarare hennes make, kungsgården Benhammar i Uppland. Hon ägnade sig sedan åt affärsverksamhet. År 1623 kontaktade hon kungens hovmarskalk och erbjöd sig att bli hovleverantör av holländska kragar; hon bifogade också ett prov på sin egen hantverkskonst.   
Margareta Slots skall ha träffat Gustav bara en enda gång sedan deras förhållande avslutats. Våren 1630 infann hon sig på Stockholms slott och begärde att hennes make Jacob Trellos uteblivna sold, som var på flera årslöner, skulle utbetalas. Hon hade länge förgäves försökt få den utbetalad, men nekats ända tills kungen själv ingrep. Margareta Slots deltog i flera rättstvister om ekonomiska spörsmål, och tycks enligt efterlämnade protokoll ha haft rätten på sin sida.     
Den mest kända episoden inträffade 1625. Fogdeskrivaren Jacob Galle hotade med utmätning efter att hon förbjudit sina arrendatorer att delta i ett vägarbete. Galle besökte flera av Margareta Slots arrendatorer för att göra utmätningar och kom i slagsmål med flera personer. Slots begav sig då till Galles svärfars gård, där han övernattade, och frågade honom om han inte hade hört om de privilegier hon hade fått av kungen. Hon slog honom sedan med sin käpp, varefter Galle misshandlades av hennes tjänare. Galle avled av skadorna, och hon anklagades för att ha mördat honom. Det verkar dock inte som om detta ledde någonvart, och det finns inga uppgifter om hur det hela slutade. 
Margareta Slots är begravd i Vada kyrka nordost om Vallentuna i Uppland.